# Dicrastylis
Dicrastylis, biljni rod u porodici medićevki smješten je u tribus Chloantheae dio potporodice Prostantheroideae. Pripada mu 31 vrsta australskih endemskih grmova

## Opći opis
Višegodišnji grmovi ili polugrmovi, gusto dlakavi s vatasto razgranatim omotačem, stabljika je uspravna, razgranata. Lišće nagnuto ili u pršljenovima, rubovi cijeli ili nazubljeni, ravni ili s rubovima unazad zaokrenutim; sjedeći ili peteljkasti. Cvatovi vršni, cimozni. Cvjetovi 5-člani, sjedeći ili na peteljci. Čaška cjevasta, većinom režnjevita, izvana dlakava, unutar cijevi prekrivena dugim dlakama, režnjevi cjeloviti ili na vrhu nazupčani. Vjenčić većinom 5-režnjevit, iznutra dlakav; režnjevi cjeloviti ili prema vrhu narezani, uglavnom jednaki. Prašnika većinom 5, umetnutih u cjevčicu vjenčića, izbačenih ili slabo izbačenih. Jajnik 4-lokularan, s 1 ovulom u svakom lokulusu; ovule pričvršćene na ili iznad sredine lokulusa; stil duboko 2-razgranat. Plod je suh, okrugao s 1 ili 2 sjemenke.
Kod vrste Dicrastylis verticillata, brakteje veće od cima; najniži režanj vjenčića mnogo veći od ostalih režnjeva; cvjetovi raspoređeni u udaljenim, pršljenastim, sjedećim grozdovima od 3, svaki grozd s 3 cvjetova. Kod druge vrste, Dicrastylis lewellinii, brakteje mnogo manje od cima; vjenčići više ili manje jednaki; cvjetovi raspoređeni u završnim subkuglasim grozdovima ili na distantnim drškama ili sjedećim grozdovima, 1-3 grozda u kolutu i svaki ima 5-7 cvjetova.

## Vrste
1. Dicrastylis archeri Munir
2. Dicrastylis beveridgei F.Muell.
3. Dicrastylis brunnea Munir
4. Dicrastylis capitellata Munir
5. Dicrastylis cordifolia Munir
6. Dicrastylis corymbosa (Endl.) Munir
7. Dicrastylis costelloi F.M.Bailey
8. Dicrastylis cundeeleensis Rye
9. Dicrastylis doranii F.Muell.
10. Dicrastylis exsuccosa (F.Muell.) Druce
11. Dicrastylis flexuosa (M.P.Price) C.A.Gardner
12. Dicrastylis fulva Drumm. ex Harv.
13. Dicrastylis gilesii F.Muell.
14. Dicrastylis globiflora (Endl.) Rye
15. Dicrastylis incana Munir
16. Dicrastylis kumarinensis Rye
17. Dicrastylis lewellinii (F.Muell.) F.Muell.
18. Dicrastylis linearifolia Munir
19. Dicrastylis maritima Rye & Trudgen
20. Dicrastylis micrantha Munir
21. Dicrastylis mitchellii Rye
22. Dicrastylis nicholasii F.Muell.
23. Dicrastylis obovata Munir
24. Dicrastylis parvifolia F.Muell.
25. Dicrastylis reticulata Drumm. ex Harv.
26. Dicrastylis rugosifolia (Munir) Rye
27. Dicrastylis sessilifolia Munir
28. Dicrastylis soliparma Rye & Trudgen
29. Dicrastylis subterminalis Rye
30. Dicrastylis velutina Munir
31. Dicrastylis verticillata J.M.Black